# 4 janvier 1940
Le jeudi 4 janvier 1940 est le 4e jour de l'année 1940.

## Naissances
- Vojislav Melić (mort le 6 avril 2006), footballeur yougoslave
- Ramón Sáez (mort le 18 juin 2013), coureur cycliste espagnol
- Minčo Dimov, joueur bulgare de basket-ball
- Helmut Jahn, architecte allemand
- Mélétis Michalakis, physicien originaire d’Athènes
- Brian David Josephson, physicien britannique
- Antoni Krauze, réalisateur et scénariste polonais
- Gao Xingjian, écrivain, dramaturge, metteur en scène chinois
- Léon Semmeling, footballeur et entraîneur belge
- Luc Boltanski, sociologue français
- Hossein Elahi Ghomshei, philosophe iranien

## Décès
- René Hérisson (né le 24 mai 1857), un poète et peintre animalier français
- Flora Finch (née le 17 juin 1867), actrice et productrice anglaise
- Manuel González García (né le 25 février 1877), évêque espagnol du diocèse de Malaga puis de Palencia
- Humbert Monterin (né le 20 décembre 1887), géophysicien et géographe valdôtain
- Charles B. Mintz (né en 1896), producteur et distributeur de film américain

## Autres événements
- Accord militaire franco-polonais créant officiellement l’Armée polonaise en France[1],[2].
- Le parlement irlandais accorde les pleins pouvoirs à Éamon de Valera pour lutter contre le terrorisme.
- Création du Billet de 500 francs La Paix
- Sortie hongroise du film Tempête sur l'Asie
- Sortie américaine du film Musique dans mon cœur
- Pose de la quille du Unterseeboot 433
- Pose de la quille du Unterseeboot 431
- Accident ferroviaire près de Savigny-sur-Orge